# STRONGER feat. 加藤ミリヤ
「STRONGER feat. 加藤ミリヤ」（ストロンガー フィーチャリング・かとうミリヤ）は、日本のR&B歌手AIの楽曲。2010年10月27日にAIの通算23枚目のシングルとして発売された。AIのデビュー10周年記念シングルの最終作であり、2010年最後のシングルである。表題曲では加藤ミリヤをフィーチャーしている。カップリングの『Let it go feat. Snoop Dogg』はグラミー賞候補経験のあるアメリカ合衆国のヒップホップMCスヌープ・ドッグをフィーチャーしている。DVD付きの初回限定盤と通常盤の2形態での発売。

## 背景
「FAKE feat. 安室奈美恵」「Still... feat. AK-69」「眠れない街」と続いたAIのデビュー10周年記念シングルの最終作であり、2010年最後のシングルである。私生活でも親交のある加藤ミリヤをフィーチャーしている。加藤との共演は本作が初で、加藤はそれについて「ついにきた!と、すごく光栄に思いました。密かに思い描いていた夢が現実に起こったという感じでしょうか」と述べている。元々、AIの妹が加藤と友人だった事がきっかけで、知り合った。その後、2010年8月13日放送のフジテレビ系の音楽番組『僕らの音楽』で加藤と一緒に『Story』を歌ったAIは相性の良さを感じて、共演のオファーをした。
2人の共通点を"強さ"と位置づけ、楽曲では「傷つきながらも前に進み続ける強さ」というメッセージを込めている。

## ミュージック・ビデオ
ビデオの監督はtatsuaki、プロデュースはYahmanが務めた。その他の主なスタッフはカメラマンの関森崇、照明は山本 剛、PMは浜島遊。AIのシングルでは初となる全編CG合成映像で構成されている。CGはサンプラスデザインが手がけた。撮影は2010年9月26日に神奈川県川崎市のスタジオで、グリーンバックで行われた。ビデオは同年10月27日のMTV JAPANで初公開された。
人の心の鼓動がリング状のグラフィックで表現されており、女性の強く生きる姿勢を架空の世界に投影させている。音楽番組『流派-R』（テレビ東京）のその年の最も優れたミュージックビデオを表彰する企画「流派PV AWARD 2010」で2位に選ばれた。

## プロモーション
表題曲は2つのプロモーションイベントで披露された。2010年10月27日に恵比寿MLB cafe TOKYOで行われたリーバイスによるコミュニティサイト『Shape What's to Come〜私が創る未来へのカタチ〜』のオープニングイベントで表題曲を初披露した。加藤はサプライズゲストとして出演した。同年11月2日に行われたファッション雑誌『GLAMOROUS』のイベント『2010 GLAMOROUS NIGHT EVOLUTION powered by TOKYO FM』でシークレットライブとしてAIが単独で出演し、披露した。
2010年10月29日放送のテレビ朝日の音楽番組『ミュージックステーション』に加藤と共に出演し、披露した。
同年10月30日にAIが情報番組『王様のブランチ』（TBS）に出演し、本作を宣伝した。AIが単独で出演した同年11月28日放送の日本テレビの音楽番組『Music Lovers』では、DJ HIRAKATSUのプレイの元、披露。加藤が歌うパートの一部をコーラスのYURIが歌った。同年11月20日放送のMTV JAPANの番組『MTV A Class』に出演し、表題曲のMVを紹介した。
その他、雑誌『BLENDA』『GLAMOROUS』『Hana* chu→』『日経エンタテインメント!』『オリスタ』『Ranzuki』『S Cawaii!』『WOOFIN'』などで大々的な特集が組まれた。

## 収録曲
| #  | タイトル                                     | 作詞           | 作曲                                        | 編曲         | 時間 |
| -- | -------------------------------------------- | -------------- | ------------------------------------------- | ------------ | ---- |
| 1. | 「STRONGER feat. 加藤ミリヤ」                | AI、Miliyah    | AI、Miliyah、T.Kura                         | T.Kura       | 5:01 |
| 2. | 「Let it go feat. Snoop Dogg」               | AI、Snoop Dogg | AI、Snoop Dogg、Tynice Hilton、DJ2HIGH、UTA | DJ2HIGH、UTA | 3:36 |
| 3. | 「STRONGER feat. 加藤ミリヤ」(instrumental)  | AI、Miliyah    | AI、Miliyah、T.Kura                         | T.Kura       | 5:01 |
| 4. | 「Let it go feat. Snoop Dogg」(instrumental) | AI、Snoop Dogg | AI、Snoop Dogg、Tynice Hilton、DJ2HIGH、UTA | DJ2HIGH、UTA | 3:36 |

| #  | タイトル                                         | 作詞 | 作曲・編曲 | 時間 |
| -- | ------------------------------------------------ | ---- | ---------- | ---- |
| 1. | 「STRONGER feat.加藤ミリヤ」(ミュージックビデオ) |      |            | 5:13 |

## チャート成績
『STRONGER feat. 加藤ミリヤ』は2010年11月8日付けのオリコンチャートで初登場及び最高26位。同日付けのBillboard JAPAN Hot100で初登場及び最高30位、Hot Top Airpalでは初登場及び最高44位、Hot Singles Salesでは初登場及び最高23位を記録。着うたフル(R)のダウンロード数を集計した日本レコード協会によるRIAJ有料音楽配信チャートでは11月2日に初登場及び最高4位を記録した。
| チャート (2010年)                 | 最高 順位 |
| --------------------------------- | --------- |
| オリコンチャート                  | 26        |
| Billboard JAPAN Hot100            | 30        |
| Billboard JAPAN Hot Top Airpal    | 44        |
| Billboard JAPAN Hot Singles Sales | 23        |
| RIAJ有料音楽配信チャート          | 4         |

### 公称売上
| チャート | 売上  |
| -------- | ----- |
| オリコン | 6,800 |

## 発売日
| 地域 | 発売日         | 規格                   |
| ---- | -------------- | ---------------------- |
| 日本 | 2010年10月13日 | デジタル・ダウンロード |
| 日本 | 2010年10月27日 | CD                     |